# کاران دوان
کاران دوان (انگلیسی: Karan Dewan; ۶ نوامبر ۱۹۱۷ – ۲ اوت ۱۹۷۹) بازیگر اهل هند بود. وی بین سال‌های ۱۹۴۱ تا ۱۹۷۹ میلادی فعالیت می‌کرد. وی بازیگر فیلم‌هایی همچون تمنا، روش زندگی و بهار بوده.